# アイーダ (エルトン・ジョンのアルバム)
アイーダ(Elton John & Tim Rice's AIDA)は、1999年に発表されたエルトン・ジョンによるコンセプトアルバム。

## 解説
2000年、有名なオペラ作品である『アイーダ』を下敷きにブロードウェイミュージカル『アイーダ』が製作された。エルトンはこれに作曲家として参加。作詞を担当したのは『ライオン・キング』の楽曲製作でコンビを組んだ脚本家・作詞家のティム・ライスである。
このミュージカルは好評で、トニー賞、グラミー賞を獲得。2003年より日本では劇団四季が公演している。
本アルバムは使用された楽曲を、様々なアーティストにカバーさせたアルバムとなっている。それぞれのアーティストが自由なアレンジで挑んでいる。エルトンは「リトゥン・イン・ザ・スターズ」でリアン・ライムスとデュエット。他ジャネット・ジャクソンらともデュエットしている。

## 収録曲・歌唱者
1. アナザー・ピラミッド - Another Pyramid：スティング
2. リトゥン・イン・ザ・スターズ - Written In The Stars：エルトン＆リアン・ライムス
3. イージー・アズ・ライフ - Easy As Life：ティナ・ターナー
4. マイ・ストロンゲスト・スーツ - My Strongest Suit：スパイス・ガールズ
5. アイ・ノウ・ザ・トゥルース - I Know The Truth：エルトン＆ジャネット・ジャクソン
6. ノット・ミー - Not Me：ボーイズIIメン
7. アムネリス・レター - Amneris' Letter：シャナイア・トゥエイン
8. ア・ステップ・トゥー・ファー - A Step Too Far：エルトン＆ヘザー・ヘッドリー＆シェリー・スコット（ミュージカル出演者）
9. ライク・ファーザー・ライク・サン - Like Father Like Son：レニー・クラヴィッツ
10. エラボレイト・ライブス - Elaborate Lives：ヘザー・ヘッドリー
11. ハウ・アイ・ノウ・ユー - How I Know You：ジェームス・テイラー
12. ザ・メッセンジャー - The Messenger：エルトン＆ルル
13. ザ・コッズ・ラブ・ヌビア - The Cods Love Nubia：ケリー・プライス
14. エンチャントメント・パッシング・スルー - Enchantment Passing Through：ドゥルー・ヒル
15. オーケストラ・フィナーレ - Orchestral Finale：インストゥルメンタル
16. リトゥン・イン・ザ・スターズ - Written In The Stars(alternate Version)：エルトン＆リアン・ライムス

- 作詞　ティム・ライス
- 作曲　エルトン・ジョン

## 製作
- フィル・ラモーン(Phil Ramone) - Exceutive Producer
- ボブ・ルドウィッグ(Bob Ludwig) - Mastered
- デレク・マッキロップ(Derek MacKillop) - A&R Direction
- リチャード・パンディスシオ(Richard Pandiscio) - Art Direction & Concept
- コリン・ベル(Colin Bell)&フランク・プレスランド(Frank Presland) - Management